# Kiriwina

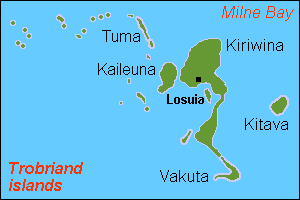
översiktskarta

Kiriwina är den största ön bland Trobriandöarna som tillhör Papua Nya Guinea i västra Stilla havet.

## Geografi
Kiriwina utgör en del av Milne Bay-provinsen och ligger cirka 145 km norr om Nya Guineas östra spets. Dess geografiska koordinater är 8°40′ S och 150°55′ Ö.
Ön är en korallö och har en area om ca 264 km² och är cirka 45 km lång och mellan 5 och 16 km bred. Den högsta höjden är på endast cirka 30 m ö.h. och ön täcks mestadels av våt- och träskmarker.
Befolkningen i hela Trobriandgruppen uppgår till cirka 12 000 invånare där de flesta lever på Kiriwina. Största delen bor i huvudorten Losuia som ligger på öns östra del.
Öns flygplats heter också Losuia  (flygplatskod "LSA").

## Historia
Trobriandöarna har troligen bebotts av polynesier sedan cirka 1500 f.Kr. De upptäcktes tillsammans med D'Entrecasteaux-öarna av den franske kaptenen Joseph d'Entrecasteaux 1793 under sökandet efter de La Pérouse.
Åren 1915 till 1918 utförde  antropologen Bronisław Malinowski studier av befolkningen på Trobriandöarna.
I juni 1943 ockuperades ön av USA under Operation Chronicle (delplan i den övergripande Operation Cartwheel) som då byggde flygfält i kriget mot Japan.